# Font de la plaça de la Constitució
La Font de la plaça de la Constitució és una obra de l'Hospitalet de Llobregat (Barcelonès) inclosa a l'Inventari del Patrimoni Arquitectònic de Catalunya.

## Descripció
Font de ferro de fundició industrial de 1,5 metres d'alçada, amb dues aixetes de llautó de la marca ZAS. Al peu de la font hi ha repujada, una marca el·líptica, que correspon a la fossa al que hi ha sis lletres majúscules esborrades. Té formes simples i simètriques, i a la part superior imita cornises clàssiques. Dos caps de peixos fan la funció de brolladors.